# Čas růží
Čas růží je český muzikál s písněmi zpěváka Karla Gotta. Muzikál měl v Hudebním divadle Karlín premiéru 10. března 2017 a derniéru 10. prosince 2022.

## Děj
Parta kamarádů si v hospodě, kde mají zrovna hudební zkoušku kapely, všimne v televizi, že obraz, který viděli v domě na samotě u lesa, byl vydražen za neuvěřitelnou částku. Proto sem jde jeden z party, který chce obraz ukradnout. Všimne si ho však stařec, který mu začne vyprávět o obraze příběh…

## Postavy a obsazení
- Stařec - Josef Vojtek, Josef Štágr
- Honza - Jan Kopečný, Roman Tomeš
- Aneta - Eva Burešová, Markéta Procházková, Veronika Vyoralová
- Bohouš - Ladislav Korbel, Martin Písařík
- Zrzek - Jaromír Nosek, Petr Ryšavý
- Danny -  Ondřej Bábor, Peter Pecha
- Barnabáš - Sagvan Tofi, Jiří Langmajer
- Hortenzie - Adéla Gondíková, Ivana Jirešová
- Otec Honzy - Milan Malinovsky, Josef Štágr
- Wronsky - Vlastimil Zavřel, Vladislav Beneš
- Honzík - Filip Antonio, Filip Vlastník,  David Anděl, Viktor Antonio, Lukáš Souček, Jan Šrámek, Jan Bačkovský, Matouš Klíma
- Anetka - Adéla Vágnerová, Chiara Nella Kekrt, Ines Ben Ahmed, Natálie Němcová
- Bohoušek - Filip Vlastník, Mikuláš Matoušek, Jan Moulis, Yasin Svoboda, Vladimír Nový
- malý Zrzek -  Radek Raděj, Michael Sehnal, Tomáš Ringel, Josef Fečo,
- malí Bratranci - daniell, Vladimír Lach, Tomáš Kula, Maamri, Prchlík, Luťanský, Jan Skácelík, Bína